# Pulsellum salishorum
Pulsellum salishorum is een Scaphopodasoort uit de familie van de Pulsellidae. De wetenschappelijke naam van de soort is voor het eerst geldig gepubliceerd in 1980 door Marshall.